# Хольцингер, Герхарт
Герхарт Хольцингер (нем. Gerhart Holzinger; род. 12 июня 1947, Гмунден, Верхняя Австрия) — австрийский юрист и общественный деятель, председатель Конституционного суда Австрии (2008—2017).

## Биография
Родился 12 июня 1947 года в Гмундене, Верхняя Австрия, в семье рабочего. После окончания средней школы он был направлен в гимназию, которую окончил в 1966 году.
После прохождения двенадцатимесячной службы в армии Хольцингер поступил в Зальцбургский университет на факультет немецкой филологии, а спустя некоторое время стал изучать юриспруденцию, получив в 1972 году докторскую степень. 
После окончания обучения он три года проработал на кафедре конституционного и административного права в своём университете, а в 1975 году уехал из Зальцбурга в Вену, где на протяжении двадцати лет работал в Конституционной службе канцелярии, сотрудничая с министерствами и прочими ведомствами в области разработки и оценки законопроектов.
В 1995 году член Конституционного суда Петер Янн был назначен судьёй Европейского суда, покинув Австрию. В том же году президент Томас Клестиль назначил Хольцингера на освободившуюся должность судьи. В мае 2008 года, после ухода Карла Коринека, Хольцингер был назначен на пост председателя Конституционного суда Австрии и был утверждён в должности президентом Хайнцем Фишером. 31 декабря 2017 года, после достижения 70-летнего возраста, Хольцингер ушёл в отставку.

## Личная жизнь
Хольцингер женат. У него и его супруги Карин есть две дочери. Кроме того, он увлекается скалолазанием, ездой на велосипеде, бегом на длинные дистанции и театральным искусством.